# جوزيف دورست
جوزيف دورست (بالإنجليزية: Joseph Durst)‏ هو شخصية أعمال أمريكي، ولد في 15 يناير 1882 في الإمبراطورية النمساوية المجرية، وتوفي في يناير 1974 في مانهاتن في الولايات المتحدة.